# Eremobates audax
Eremobates audax är en spindeldjursart som beskrevs av Hirst 1912. Eremobates audax ingår i släktet Eremobates och familjen Eremobatidae. Inga underarter finns listade i Catalogue of Life.